# Tangará da Serra
Tangará da Serra là một đô thị thuộc bang Mato Grosso, Brasil. Đô thị này có diện tích 11565,976 km², dân số năm 2007 là 76655 người, mật độ 6,63 người/km².